# لیگ فوتبال استان اصفهان
لیگ فوتبال استان اصفهان بالاترین سطح فوتبال در استان اصفهان می‌باشد که در پنجمین سطح از فوتبال ایران و بعد از لیگ دسته سوم فوتبال ایران قرار دارد. قهرمان این جام به مسابقات کشوری لیگ دسته سوم فوتبال ایران راه می‌یابد و جواز حضور در جام حذفی را کسب می‌کند.
این مسابقات بخشی از برنامه ویژه آسیا است.

## نحوه برگزاری
مسابقات در یک مرحله و بین ۱۲ تیم برگزار می‌شود. قهرمان لیگ به لیگ دسته سوم فوتبال ایران صعود می‌کنداین مسابقات هر سال توسط هیئت فوتبال استان اصفهان برگزار می‌شود.

## فصل ۹۸–۱۳۹۹
تیم‌های حاضر
. پیام پرواز
- ابفا
- آتیه سازان
- ارم صفه
- تربیت
- جاوید
- سپاهان نوین
- شاهین
- صنعت فولاد
- فراز کرکوند
- معراج
- یاوران المهدی